# Únanov
Únanov är en ort i Tjeckien.   Den ligger i regionen Södra Mähren, i den sydöstra delen av landet, 180 km sydost om huvudstaden Prag. Únanov ligger 290 meter över havet och antalet invånare är 1 093.
Terrängen runt Únanov är lite kuperad. Runt Únanov är det ganska tätbefolkat, med 78 invånare per kvadratkilometer. Närmaste större samhälle är Znojmo, 5,1 km söder om Únanov. Trakten runt Únanov består till största delen av jordbruksmark.